# Fritz Baumann
Fritz Baumann (født 3. maj 1886 i Basel; død 9. oktober 1942 sammesteds) var en schweizisk maler.
Efter malerlære og fagskole ved 'Gewerbeschule Basel' opholdt Baumann sig 1908-09 ved Bayerische Akademie, München.
I efteråret 1913 flyttede han til Berlin og blev medlem af kunstnerforeningen Der Sturm.
Baumann giftede sig første gang 1909 med Anny Rickenbach som døde 1914, anden gang 1915 med Emma Ziswyler som han havde mødt i Ticino, hvor han efter Rickenbachs død havde meldt sig som 'Gefreiter'(no) ved et Pionier-Kompanie og opholdt sig her til 1918 hvor han var medgrundlægger af gruppen "Das Neue Leben" og skrev deres manifest.
| „ | "Wir glauben nur an eine Kunst. Es gibt für uns nicht den nach Graden eingeteilten Unterschied von sogenannter freier, dekorativer oder kunstgewerblicher Kunst. Wir unterscheiden Kunst oder Nichtkunst." | “ |
|   | — Manifest af Fritz Baumann, 1918 |   |

(dansk: 'Vi tror kun på én kunst. For os er der ingen gradueret skelnen mellem såkaldt fri, dekorativ kunst eller brugskunst. Vi skelner mellem kunst og ikke-kunst')
1915-42 var Baumann tillige lærer ved Frauenarbeitsschule og Kunstgewerbeschule Basel.
I 1920'erne havde han perioder med depression I 1942 tog han sit eget liv.
| - Portrætter - Anny i haven, 1912. Hun døde 1914 - Otto Morach, 1913 - Mand med stråhat (Otto Morach), 1913 - Emmy i haven, 1916 - Selvportræt, 1916 - Portræt af sønnen Fritzli som syvårig, 1917 - Yvonne, 1921 |

| - Træsnit af Fritz Baumann - I haven, 1912 - Familie i haven, 1912 - De mistænkte, Die Verdächtigen, 1912 - Ung kvinde, 1913 - Høslæt, Heueernte 1913, 1913 - Masker, 1913 - Arbejdere, 1913 - Den smukke blonde, 1913 - Dame med lille hund, 1914 |

| - Andre værker af Fritz Baumann - Muttenz (Basel-Landschaft), 1910 - Fritz Baumann og Fritzli, 1912 - Fritzli, 1917 - Drikkende person, Trinker, 1915 - Eremitage, 1916 - Skæbne, Schicksal 1918 - Fordrukne, drukkenbolte, Betrunkene, 1916 - Krigstilskadekomne, Kriegsverletzter. 1916. - Gandria, 1918 - Kubistisk komposition, 1918 - Et vinterklædt slot Birseck, Schloss Birseck im Winter, 1922 - Bjerghytte i Ticino, 1929 |